# Paul Alois Lakra

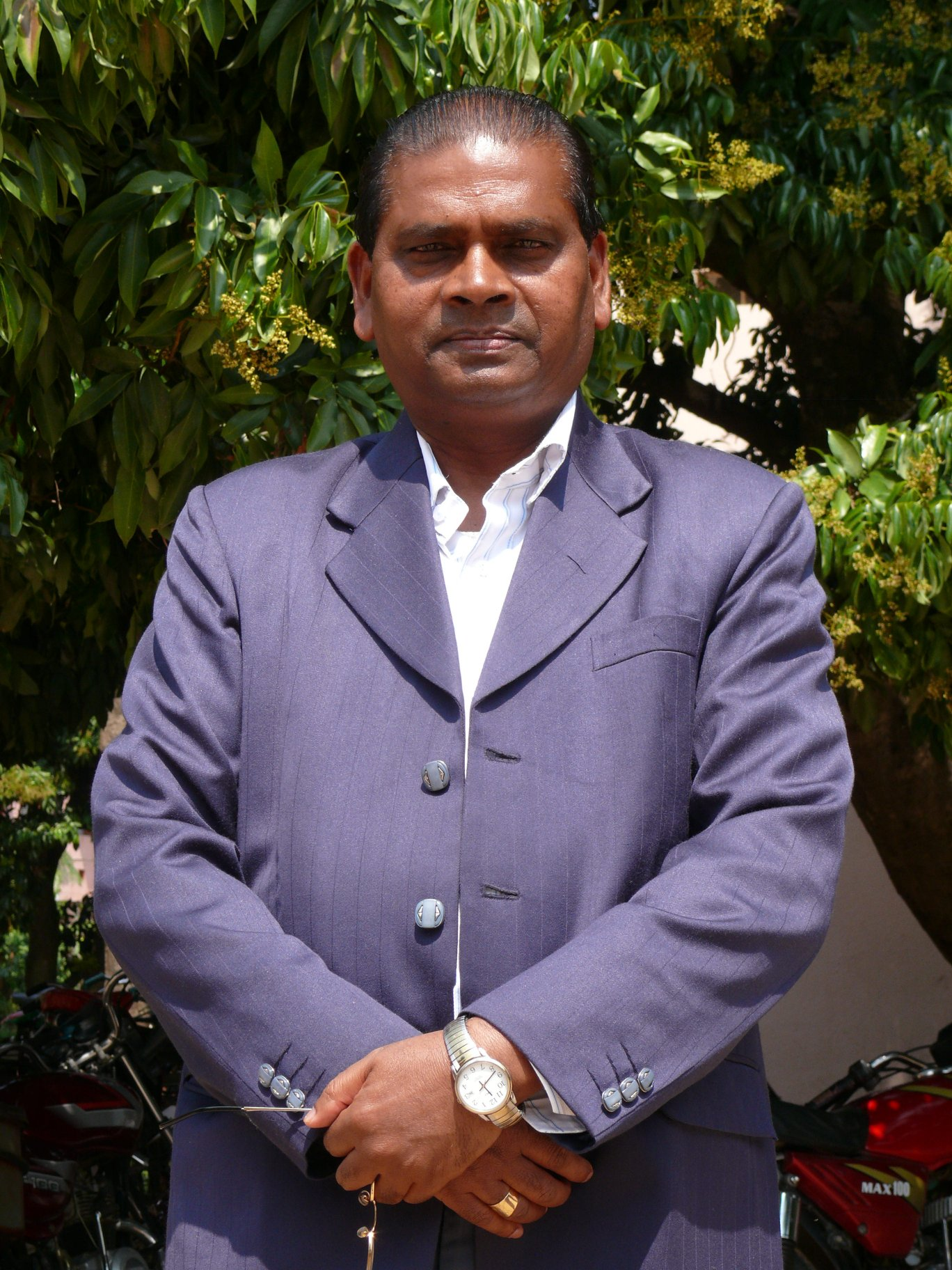
Paul Alois Lakra (2014)

Paul Alois Lakra (Hindi पॉल अलोइस लकड़ा; * 11. Juli 1955 in Naditoli, Distrikt Gumla, Jharkhand; † 15. Juni 2021 in Ranchi) war ein indischer Geistlicher und römisch-katholischer Bischof von Gumla.

## Leben
Paul Alois Lakra besuchte die St. Patrick’s School und die St. Ignatius High School in Gumla. Anschließend absolvierte er einen Vorbereitungskurs am Kartick Oraon College, bevor er 1976 in das Priesterseminar St. Albert in Ranchi eintrat. 1980 erwarb Lakra einen Bachelor of Arts am St. Xavier’s College. Von 1980 bis 1983 studierte er Philosophie. Nachdem Paul Alois Lakra von 1983 bis 1984 ein pastorales Praktikum an der Apostolic School in Topna absolviert hatte, begann er am Moming Star College in Barrackpore das Studium der Katholischen Theologie. Von 1987 bis 1988 wirkte er als Diakon in Gumla. Lakra empfing am 6. Mai 1988 das Sakrament der Priesterweihe für das Erzbistum Ranchi.
Lakra wirkte zunächst als Pfarrvikar und Schulleiter in Muria, bevor er 1990 Ausbilder am Priesterseminar St. Albert in Ranchi wurde. 1991 wurde Paul Alois Lakra für weiterführende Studien nach Rom entsandt, wo er 1993 an der Päpstlichen Universität Urbaniana ein Lizenziat im Fach Bibelwissenschaft erwarb. In dieser Zeit war er Alumne des Pontificio Collegio di San Paolo Apostolo. Er wurde am 28. Mai 1993 in den Klerus des Bistums Gumla inkardiniert. Nach der Rückkehr in seine Heimat wurde Lakra Pfarrer der Pfarrei St. Jude in Naudiha. Von 1996 bis 1998 war er als Direktor des Kleinen Seminars in Karondabera tätig. Danach wirkte er als persönlicher Sekretär des Bischofs von Gumla, Michael Minj SJ. Nach dem Tod von Bischof Michael Minj am 15. November 2004 wurde Paul Alois Lakra Diözesanadministrator von Gumla.
Papst Benedikt XVI. ernannte ihn am 28. Januar 2006 zum Bischof von Gumla. Die Bischofsweihe spendete ihm der Erzbischof von Ranchi, Telesphore Placidus Kardinal Toppo, am 5. April desselben Jahres; Mitkonsekratoren waren Benedict John Osta SJ, Erzbischof von Patna, und Charles Soreng SJ, Bischof von Hazaribag. Lakra wählte den Wahlspruch Verbum Dei vita nostra („Das Wort Gottes ist unser Leben“).
Paul Alois Lakra starb im Juni 2021 im Orchid Medical Centre in Ranchi an den Folgen von COVID-19. Er wurde in der Kathedrale St. Patrick in Gumla beigesetzt.